# Gran Muralla BOSS
Coordenadas:  10.8h 0m 0s, +52° 0′ 0″

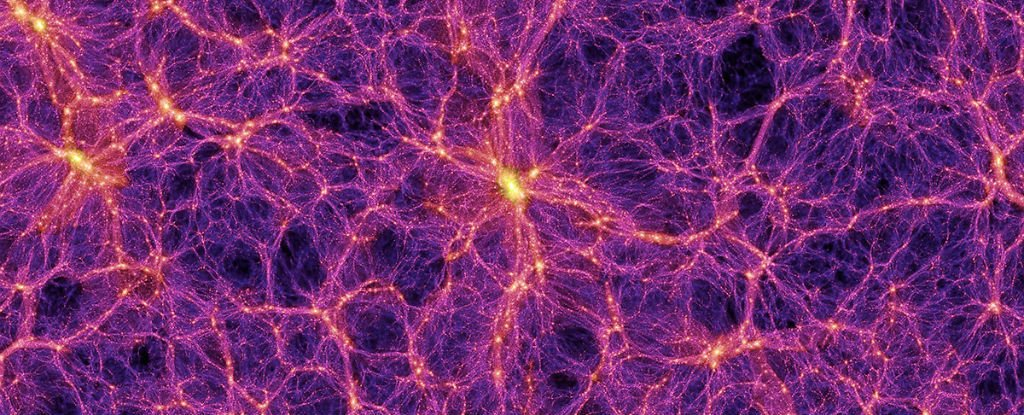
Este gráfico representa un gran sistema de supercúmulos, como la Gran Muralla BOSS, con sus cúmulos, vacíos y filamentos de galaxias.

La Gran Muralla BOSS es un complejo de supercúmulos que se identificó mediante el estudio espectroscópico de oscilación de bariones (BOSS) del Sloan Digital Sky Survey (SDSS), a mediados del mes de marzo de 2016, desde el Instituto de Astrofísica de Canarias, en España. Fue descubierto por un equipo de investigación de varias instituciones, formado por: Hiedi Lietzen, Elmo Tempel, Lauri Juhan Liivamägi, Antonio Montero-Dorta, Maret Einasto, Alina Streblyanska, Claudia Maraston, Jose Alberto Rubiño-Martín y Enn Saar. La Gran Muralla BOSS es, si no es la mayor, una de las superestructuras más grandes del universo observable.
El gran complejo tiene un corrimiento al rojo medio de z ~ 0,47 (z veces la longitud del Hubble ≈ 6800 millones de años luz). Consta de dos supercúmulos alargados, dos supercúmulos grandes y también varios supercúmulos más pequeños. Los supercúmulos alargados forman paredes de galaxias, teniendo el mayor de los dos un diámetro de 186/h Mpc (supercúmulo A en la figura); la segunda pared es de 173/h Mpc (supercúmulo B). Los otros dos supercúmulos principales son moderadamente grandes, con diámetros de 91/h Mps y 64/h Mpc (supercúmulos D y C, respectivamente).

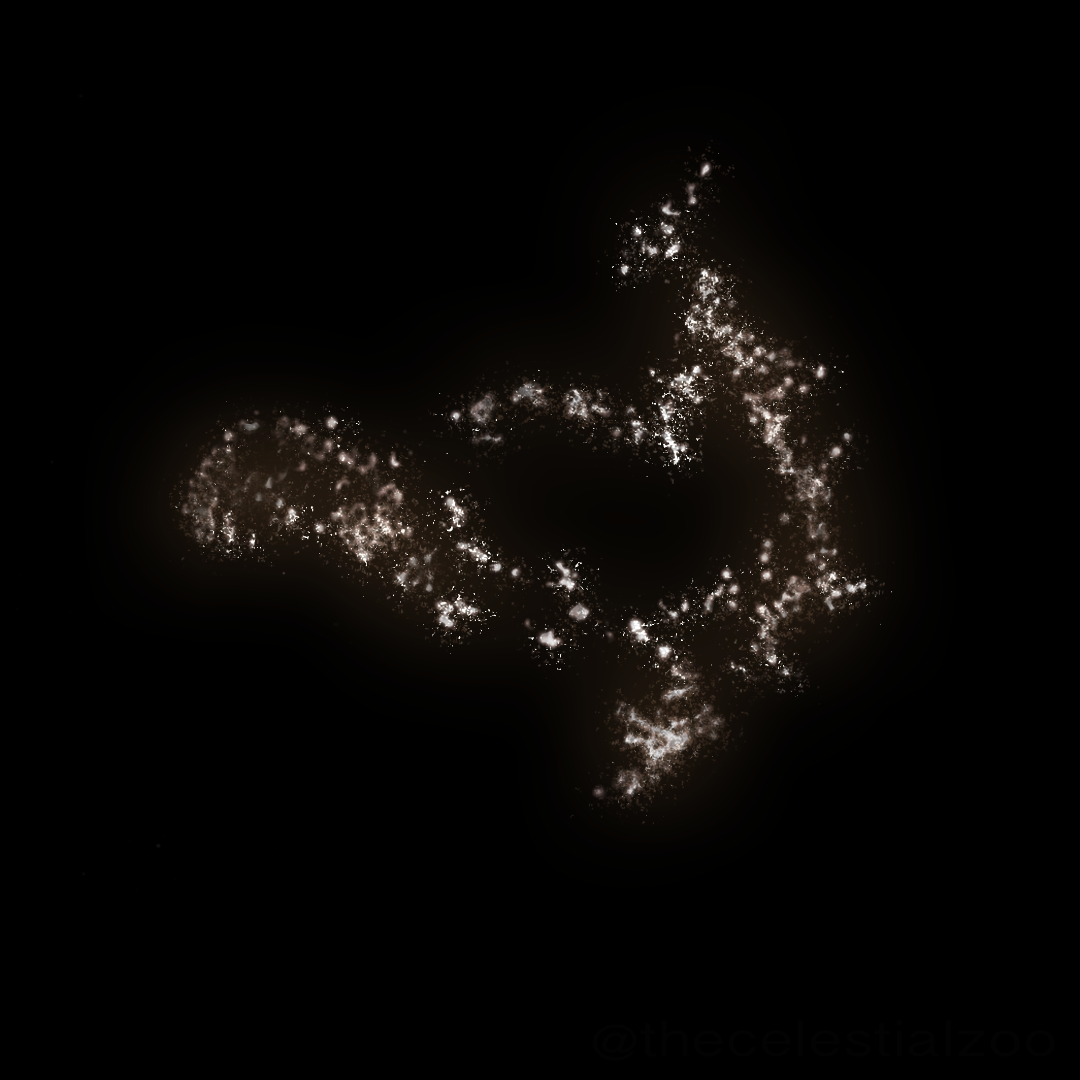
Impresión artística de la Gran Muralla BOSS basada en vistas axonométricas de la superestructura.

La superestructura tiene aproximadamente mil millones de años luz de diámetro y una masa total de aproximadamente 10,000 veces la de la Vía Láctea. Contiene al menos 830 galaxias visibles (representadas en la figura dentro de sus respectivos supercúmulos), así como muchas otras que no son visibles (galaxias oscuras). Los investigadores utilizaron funciones de Minkowski para verificar la forma y el tamaño generales de la estructura; los primeros tres cuantifican el espesor, el ancho y la longitud, seguidos por el cuarto que determina la curvatura general de la estructura. El equipo de investigación comparó las luminosidades y masas estelares dentro de la superestructura con galaxias conocidas de alta masa estelar dentro de la séptima publicación de datos del SDSS, DR7. Esto permitió al equipo escalar los datos utilizando valores conocidos de supercúmulos locales, para determinar la morfología general de la Gran Muralla BOSS. Actualmente, los astrónomos debaten si la Gran Muralla BOSS es la estructura más grande del universo, debido a las complejidades de su forma y tamaño general. La cuestión de si el complejo de supercúmulos se está moviendo junto o si el universo en expansión lo separa lentamente es un factor clave para esta discusión. Sin embargo, en comparación con otras estructuras en cadena, como la Gran Muralla Sloan, los supercúmulos de la Gran Muralla BOSS son mucho más ricos y contienen galaxias más densas y de gran masa estelar. Su descubrimiento, y los datos obtenidos en él, pueden resultar muy beneficiosos para los astrónomos que estudian la estructura general de la red cósmica.